# Rhein-Neckar-Zeitung

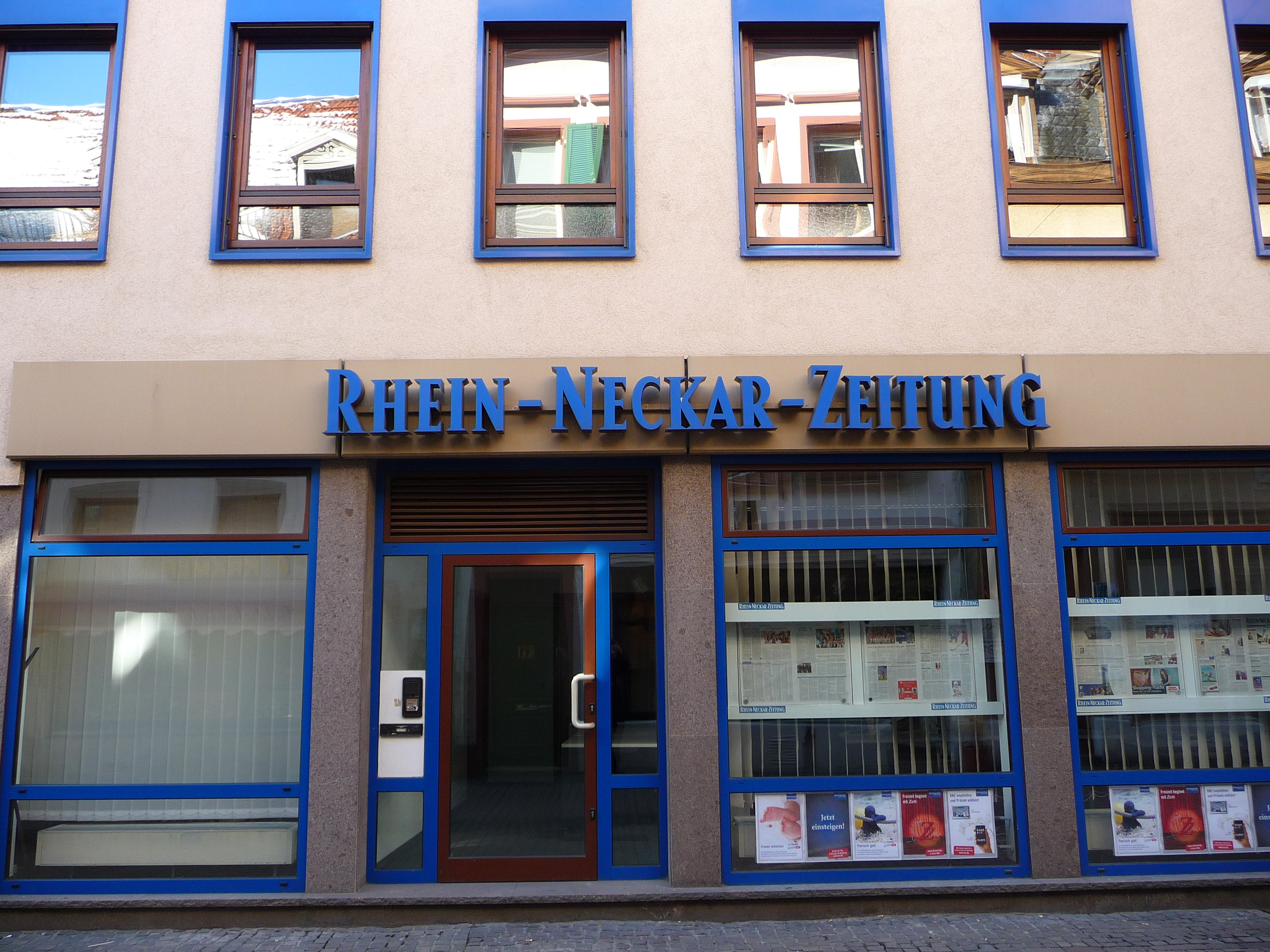
Verlagsgebäude in der Heidelberger Neugasse

Die Rhein-Neckar-Zeitung (RNZ) ist eine deutsche Zeitung. Sie erscheint in Heidelberg und ist die regional dominierende Zeitung. Das Verbreitungsgebiet erstreckt sich neben Heidelberg auf die drei Nebenhauptausgaben, Sinsheim, Mosbach und Buchen sowie elf darunter liegende Lokalausgaben. Die Zeitung befindet sich bis heute in Familienbesitz. Die verkaufte Auflage beträgt 66.684 Exemplare, ein Minus von 36,2 Prozent seit 1998.

## Geschichte

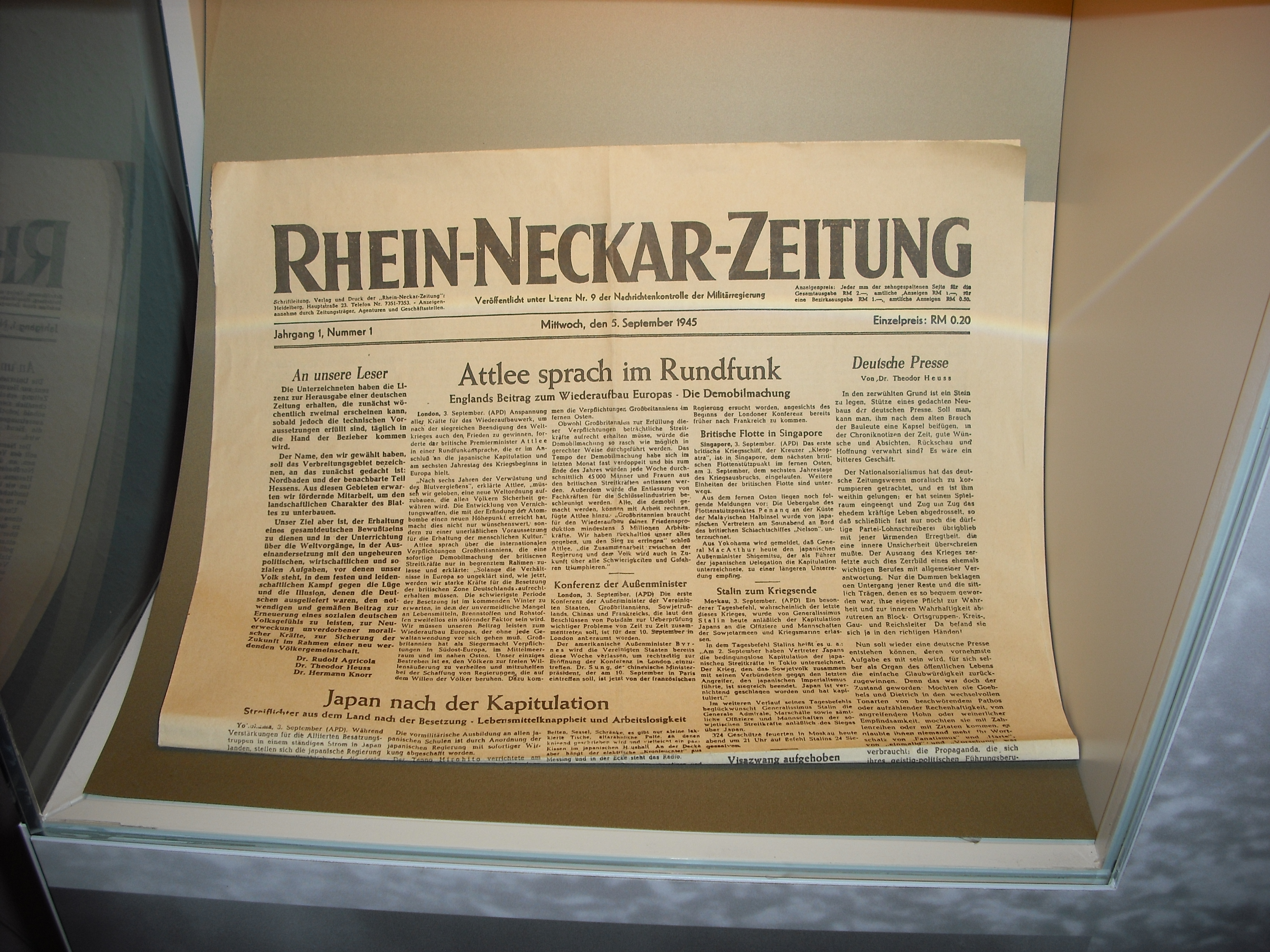
Erstausgabe der Rhein-Neckar-Zeitung

Gegründet wurde die RNZ unter Lizenz der Information Control Division am 5. September 1945 von Rudolf Agricola, Theodor Heuss und Hermann Knorr. Sie war Nachfolgerin der Süddeutschen Mitteilungen, die von der Psychological Warfare Division der 12. amerikanischen Heeresgruppe herausgegeben worden war. Die drei Herausgeber repräsentierten damals für die Besatzungstruppen die wichtigsten politischen Strömungen: Liberale (Heuss), Sozialdemokraten (Knorr) und Kommunisten (Agricola), die CDU war im September 1945 noch nicht gegründet. Mit ihrem frühen Gründungsdatum im fast unzerstörten Heidelberg war die RNZ damit nach den Aachener Nachrichten und der Frankfurter Rundschau die dritte nach dem Zweiten Weltkrieg genehmigte Zeitung in Deutschland.
Heuss verließ die Zeitung bereits am 24. September wieder, weil er zum Kultusminister von Württemberg-Baden berufen wurde. Er steuerte aber noch einige Zeit als freier Mitarbeiter Artikel bei. Kritik an Restauration und Westintegration in den drei von den Westmächten besetzten Zonen und offen ausgesprochene Zweifel an der Tragfähigkeit der demokratischen Entwicklung (siehe Zitat) führten zwei Jahre später dazu, dass die Militärregierung der US-amerikanischen Besatzungszone am 31. August 1948 Agricola die Lizenz wieder entzog und dieser in die Sowjetische Besatzungszone überwechselte und eine Dozentur an der Universität Halle annahm. Am 19. April 1952 übernahm Knorr nach längeren Auseinandersetzungen auch den Geschäftsanteil von Theodor Heuss, der aufgrund seiner 1949 erfolgten Wahl zum Bundespräsidenten gemäß Artikel 55 des Grundgesetzes kein Erwerbsunternehmen mehr leiten durfte und Knorr blieb somit als einziger Herausgeber und Eigentümer übrig.
Die RNZ, die in ihrer Anfangszeit eher linksorientiert war (Helmut Kohl weigerte sich zeitlebens, dem Blatt ein Interview zu geben, da er sich über CDU-kritische Artikel in den 1960er Jahren geärgert hatte), gilt heute als tendenziell konservativ ausgerichtet, allerdings vertritt sie noch in manchen Themen linke Positionen.
Die zahlreichen Regionalteile (Kopfblatt) sind ein wesentlicher Bestandteil der RNZ und ihres Erfolges, sich gegen früher oder heute noch existierende Konkurrenzprodukte in ihrem Verbreitungsgebiet durchzusetzen. Mit den anderen beiden großen Zeitungen der Region, dem Mannheimer Morgen und der Heilbronner Stimme, besteht jedoch seit mehreren Jahren eine Anzeigengemeinschaft.

## Auflage
Die Rhein-Neckar-Zeitung hat wie die meisten deutschen Tageszeitungen in den vergangenen Jahren an Auflage eingebüßt. Die verkaufte Auflage ist in den vergangenen 10 Jahren um durchschnittlich 2,6 % pro Jahr gesunken. Im vergangenen Jahr ist sie dagegen um 3 % gestiegen. Sie beträgt gegenwärtig 66.684 Exemplare. Der Anteil der Abonnements an der verkauften Auflage liegt bei 82,8 Prozent.
| 1998   | 1999   | 2000   | 2001   | 2002   | 2003   | 2004  | 2005  | 2006  | 2007  | 2008  | 2009  | 2010  | 2011  | 2012  | 2013  | 2014  | 2015  | 2016  | 2017  | 2018  | 2019  | 2020  | 2021  | 2022  | 2023  | 2024  |
| ------ | ------ | ------ | ------ | ------ | ------ | ----- | ----- | ----- | ----- | ----- | ----- | ----- | ----- | ----- | ----- | ----- | ----- | ----- | ----- | ----- | ----- | ----- | ----- | ----- | ----- | ----- |
| 104474 | 103757 | 104160 | 103666 | 102479 | 100975 | 99499 | 98377 | 97361 | 95693 | 94724 | 93278 | 91523 | 89732 | 87442 | 88644 | 86397 | 83820 | 81883 | 79334 | 76744 | 73860 | 73515 | 71256 | 68402 | 64744 | 66684 |

## Ausgaben
- Heidelberg (Redaktionssitz)
  - Heidelberger Nachrichten
  - Region Heidelberg
  - Bergstraße/Mannheim, Weinheimer Rundschau
- Eberbach
  - Eberbacher Nachrichten/Eberbacher Zeitung
- Wiesloch
  - Wieslocher Nachrichten/Walldorfer Rundschau
- Sinsheim
  - Sinsheimer Nachrichten
- Mosbach
  - Mosbacher Nachrichten
- Buchen
  - Nordbadische Nachrichten

Seit dem 1. Juni 2006 gibt es alle Lokalausgaben (=Kopfblätter) auch als E-Paper. 2009 übernahm die RNZ die Eberbacher Zeitung. Die Heidelberger Ausgabe wurde zum 1. Februar 2010 geteilt und eine neue Ausgabe Region Heidelberg für die umliegenden Gemeinden bei Heidelberg geschaffen.

## Blattstruktur
Die Besonderheit der RNZ liegt darin, dass der Lokalteil stets auf Seite 3, also noch im ersten Buch, beginnt – auch nach der großen Layoutreform von Ende April 2005. Damit hat die RNZ fast ein Alleinstellungsmerkmal unter den deutschen Lokalzeitungen. Die Lokalumfänge sind unterschiedlich, meist sind es vier Seiten pro Regionalausgabe.
Seit 2005 ist RNZ E-Paper die digitale Ausgabe der Rhein-Neckar-Zeitung (vollständige text- und bildidentische PDF-Dateien). Es ist über Abonnement zugänglich.
Zwischen 2007 und 2011 konnten registrierte Blogger in dem auf Wordpress basierenden RNZ-Blog eigene Beiträge mit Fotos und Links veröffentlichen und eine eigene Blog-Internetadresse erhalten.